# Kenta Nishioka
Kenta Nishioka (japanisch 西岡 謙太 Nishioka Kenta; * 15. April 1987 in der Präfektur Ehime) ist ein japanischer Fußballspieler.

## Karriere
Nishioka erlernte das Fußballspielen in der Universitätsmannschaft der Kansai-Universität. Seinen ersten Vertrag unterschrieb er 2010 bei Mito HollyHock. Der Verein spielte in der zweithöchsten Liga des Landes, der J2 League. Für den Verein absolvierte er 149 Ligaspiele. 2015 wechselte er zu Angthong FC. 2016 wechselte er zum Drittligisten Kagoshima United FC. 2018 wurde er mit dem Verein Vizemeister der J3 League und stieg in die J2 League auf. Für den Verein absolvierte er 36 Ligaspiele. Ende 2019 beendete er seine Karriere als Fußballspieler.